# Światłówka naziemnica
Światłówka naziemnica (Spodoptera exigua) – gatunek motyla z rodziny sówkowatych (Noctuidae).
Motyl o rozpiętości skrzydeł od 26 do 32 mm, a według innego źródła od 25 do 30 mm. Przednie skrzydła ma szarobrązowe, cętkowane, zaś tylne prześwitujące, perłowobiałe z użyłkowaniem i obrzeżeniem koloru ciemnobrązowego.
Wśród roślin żywicielskich gąsienic wymienia się buraka cukrowego, tytoń, szparaga, selery, sałatę, ziemniaka, pomidora zwyczajnego i bawełnę.
Gatunek kosmopolityczny.